# Medina (Nova York)
Medina és una població dels Estats Units a l'estat de Nova York. Segons el cens del 2000 tenia 6.415 habitants.

## Demografia
Segons el cens del 2000, Medina tenia 6.415 habitants, 2.567 habitatges, i 1.576 famílies. La densitat de població era de 757,4 habitants/km².
Dels 2.567 habitatges en un 31,8% hi vivien nens de menys de 18 anys, en un 42,3% hi vivien parelles casades, en un 15% dones solteres, i en un 38,6% no eren unitats familiars. En el 32,3% dels habitatges hi vivien persones soles el 16,3% de les quals corresponia a persones de 65 anys o més que vivien soles. El nombre mitjà de persones vivint en cada habitatge era de 2,41 i el nombre mitjà de persones que vivien en cada família era de 3,07.
Per edats la població es repartia de la següent manera: un 26,9% tenia menys de 18 anys, un 7,9% entre 18 i 24, un 27,2% entre 25 i 44, un 20% de 45 a 60 i un 18% 65 anys o més.
L'edat mediana era de 37 anys. Per cada 100 dones de 18 o més anys hi havia 80,3 homes.
La renda mediana per habitatge era de 30.300 $ i la renda mediana per família de 37.857 $. Els homes tenien una renda mediana de 31.857 $ mentre que les dones 21.633 $. La renda per capita de la població era de 16.138 $. Entorn del 13% de les famílies i el 16,4% de la població estaven per davall del llindar de pobresa.